# Манджикины
Манджикины (калм. Манҗинхн) — посёлок (сельского типа) в Ики-Бурульском районе Калмыкии, в составе Манычского сельского муниципального образования.
Население — 92 (2012).

## Этимология
Название села производно от этнонима «манджикины» — названия одного из калмыцких родов.

## История
Дата основания не установлена. Посёлок отмечен на топографической карте 1984 года. В конце 1980-х в посёлке проживало около 330 жителей.

## Общая физико-географическая характеристика
Посёлок расположен на южном склоне хребта Чолун-Хамур Ергенинской возвышенности, на высоте около 90 метров над уровнем моря. Рельеф местности равнинный, имеет общий уклон к югу по направлению к Чограйскому водохранилищу. Гидрографическая сеть не развита: реки и озёра в окрестностях посёлка отсутствуют. Почвенный покров комплексный: распространены светло-каштановые солонцеватые и солончаковые почвы и солонцы (автоморфные)
По автомобильным дорогам (просёлочным) расстояние до административного центра сельского поселения посёлка Маныч составляет около 11 км, до районного центра посёлка Ики-Бурул 35 км.
Часовой пояс
Манджикины, как и вся Республика Калмыкия, находится в часовой зоне МСК (московское время). Смещение применяемого времени относительно UTC составляет +3:00.

## Население
| 2002 | 2010 | 2012 |
| ---- | ---- | ---- |
| 192  | ↗210 | ↘92  |